# Historische Behausungen Bergstraße
Die historischen Behausungen Bergstraße (englisch Semi-Detached Houses) bilden ein Bauensemble in der namibischen Küstenstadt Lüderitz. Sie sind seit dem 6. Januar 1986 ein Nationales Denkmal Namibias.
Die Häuser sind auf einem Natursteinfundament mit Zementmauern errichtet worden. Die Türen, Böden und ovalen Fenster sind aus Holz. Diese wurden von Hermann Metje errichtet.